# Yojiro Takahagi
Yojiro Takahagi (髙萩 洋次郎, Takahagi Yojiro, Fukushima, 2 augustus 1986) is een Japans middenvelder speelt bij FC Tokyo.

## Carrière
Yojiro Takahagi speelde tussen 2003 en 2006 voor Sanfrecce Hiroshima en Ehime FC. Hij tekende in 2007 bij Sanfrecce Hiroshima.

## Statistieken
| Japans voetbalelftal | Japans voetbalelftal | Japans voetbalelftal |
| Jaar                 | Wed.                 | Dlp.                 |
| -------------------- | -------------------- | -------------------- |
| 2013                 | 2                    | 0                    |
| 2014                 | 0                    | 0                    |
| 2015                 | 0                    | 0                    |
| 2016                 | 0                    | 0                    |
| 2017                 | 1                    | 0                    |
| Totaal               | 3                    | 0                    |